# Gare de Genève-Sécheron
La gare de Genève-Sécheron est une gare ferroviaire située dans le quartier de Sécheron à Genève (Suisse).

## Situation ferroviaire
Établie à 390 mètres d'altitude, la gare de Genève-Sécheron est située au point kilométrique (PK) 58,90 de la ligne Lausanne – Genève entre les gares de Genève-Cornavin et de Chambésy.

## Histoire
La gare est mise en service le 12 décembre 2004, au lendemain de son inauguration, dans le cadre du plan Rail 2000. Elle dessert le nouveau quartier homonyme, construit sur l’ancien site industriel de Sécheron, ainsi que le quartier des Nations tout proche.

## Service des voyageurs

### Accueil
La gare est composée d'un unique quai en position latérale, surmontée par une imposante passerelle couverte rouge, permettant d'accéder à la gare : au nord, elle est directement reliée à l'avenue de la Paix ; au sud, elle est reliée à la passerelle de la Paix, reliée soit à la Maison de la Paix, soit à la station de tramway éponyme, sur l'avenue de France.

Entrée de la gare
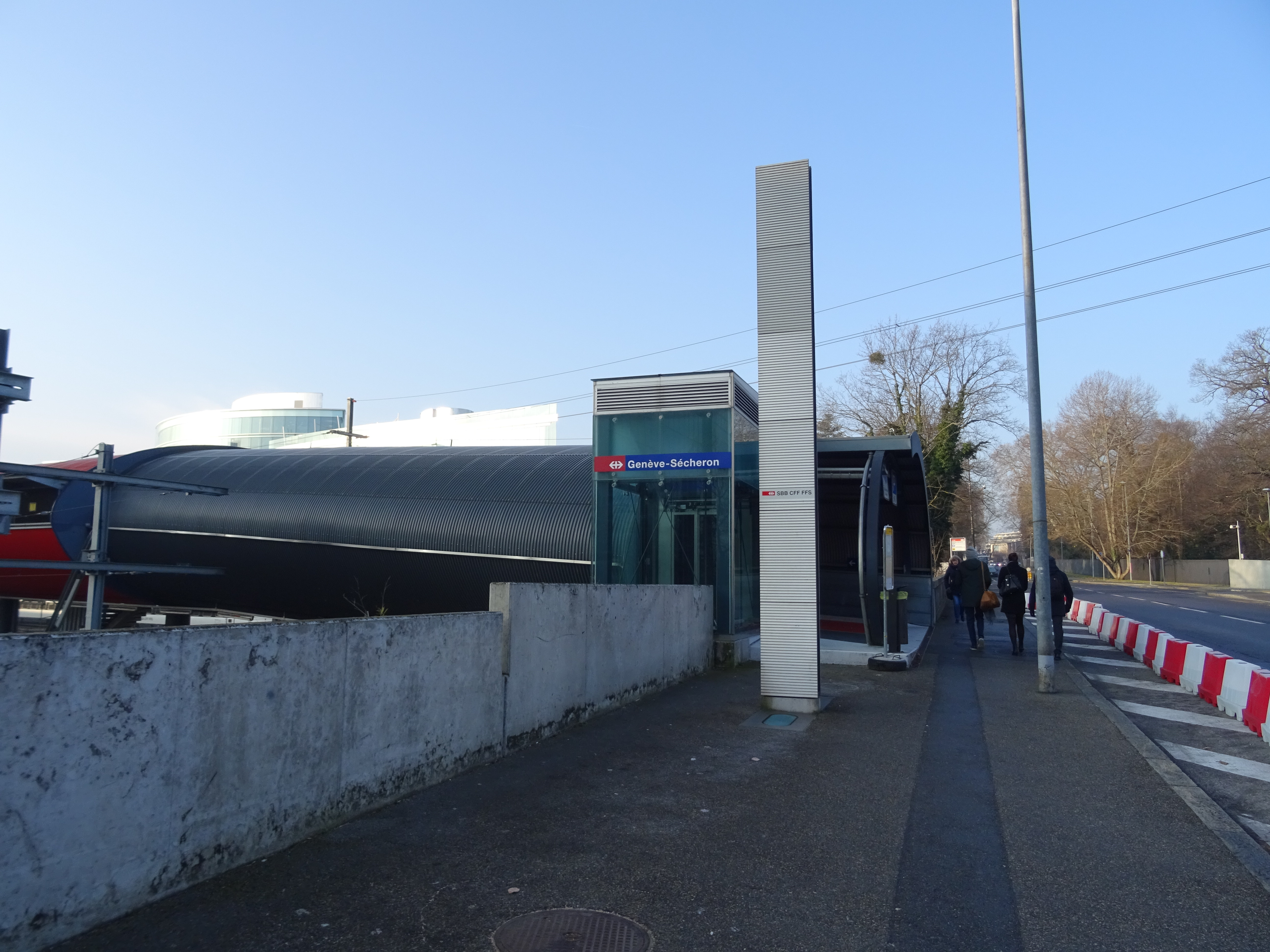
Totem marquant l'entrée de la gare sur avenue de la Paix.
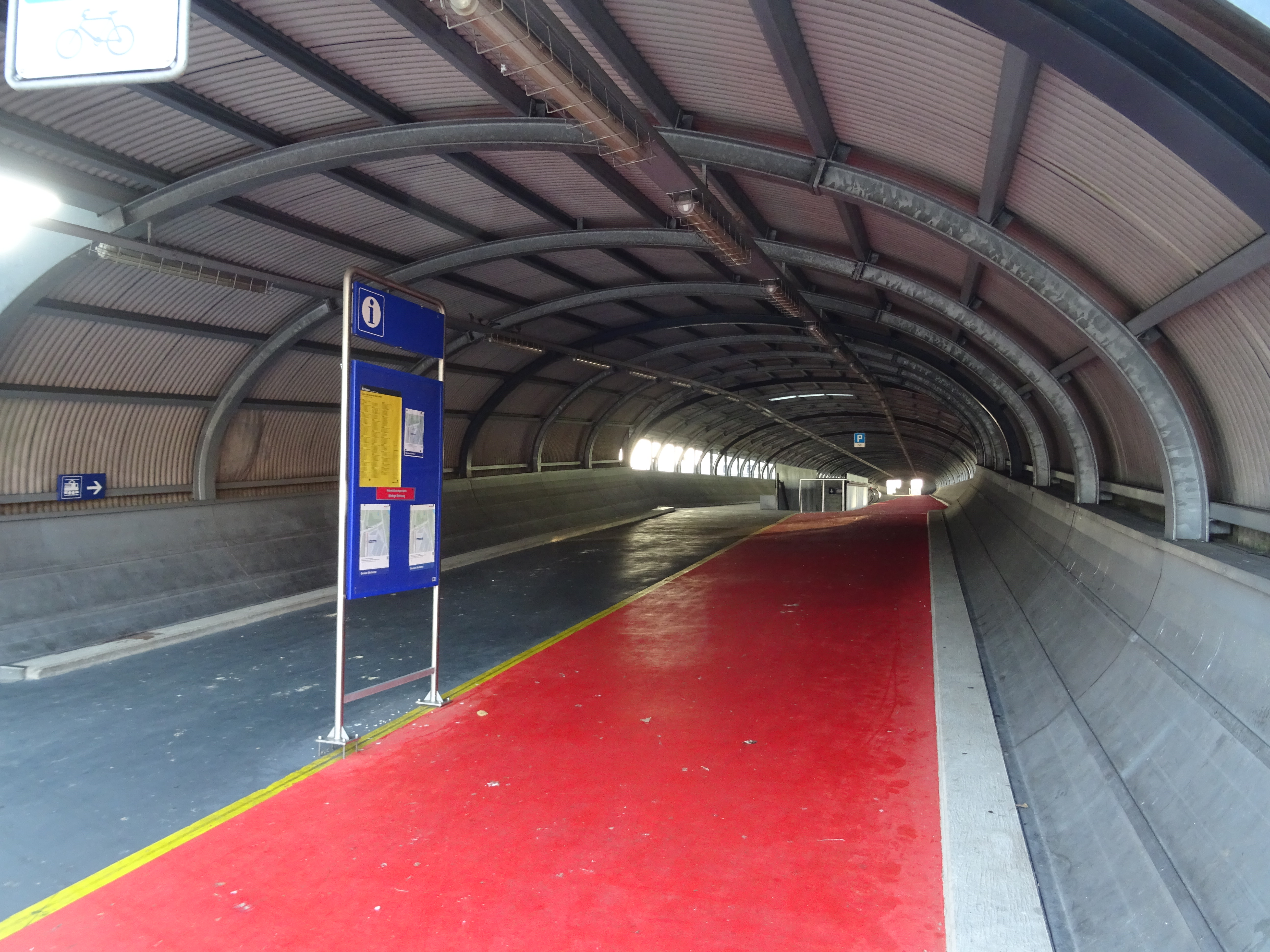
Passerelle donnant accès aux quais.

### Desserte
La gare est desservie par les trains Léman Express qui relient la gare de Coppet aux gares d'Évian-les-Bains (L1), d'Annecy (L2), de Saint-Gervais-les-Bains-Le Fayet (L3) et d'Annemasse (L4).

### Intermodalité
La gare est desservie, au nord, par les lignes de bus 11 et 22 des Transports publics genevois et, au sud, par la ligne 15 du tramway de Genève à la station Genève, Maison de la Paix et par la ligne de bus Aérobus A2. Ces lignes permettent de se rendre au quartier des Nations.

Intermodalité
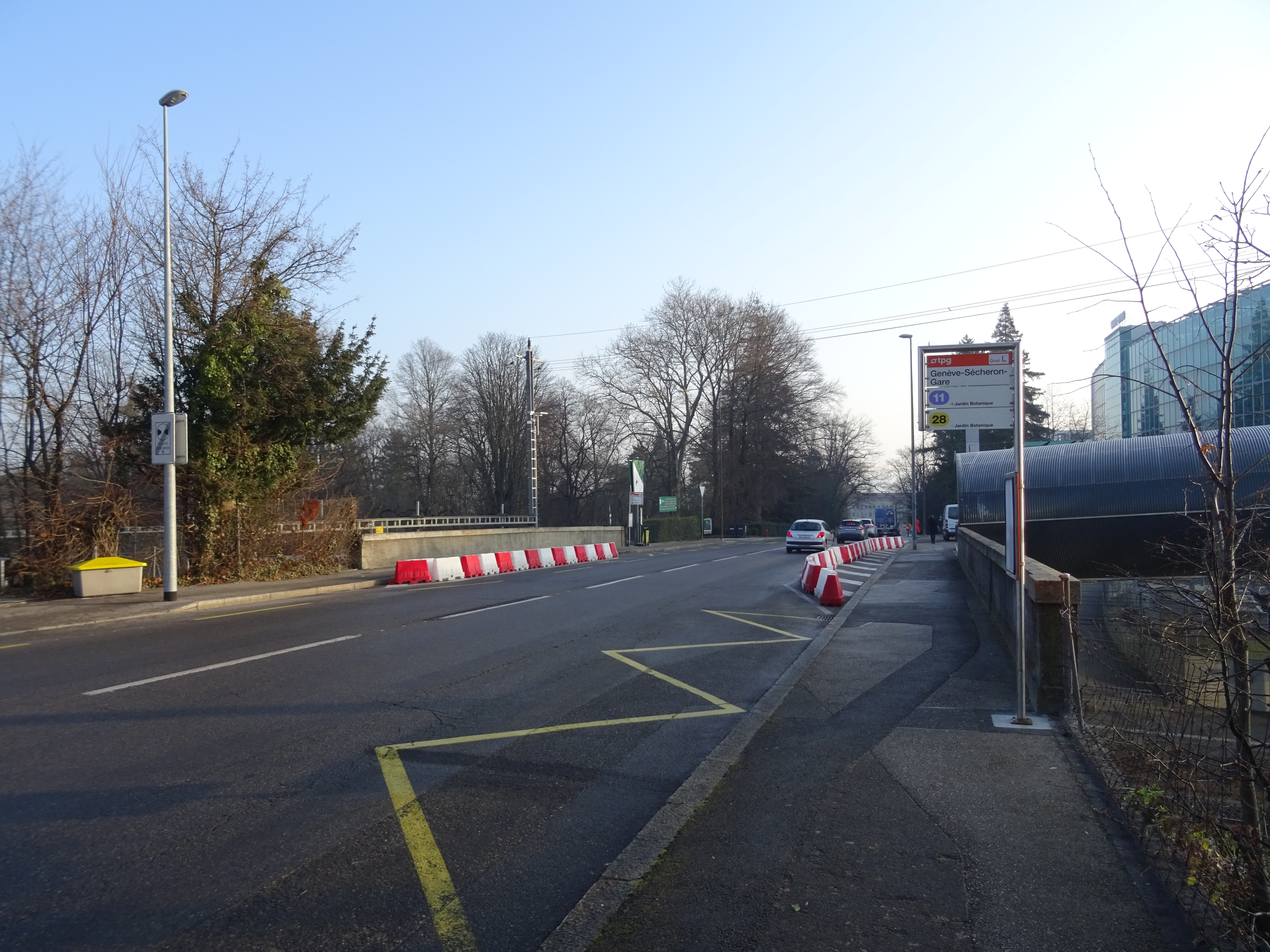
Arrêt de bus des lignes TPG en direction du jardin botanique.
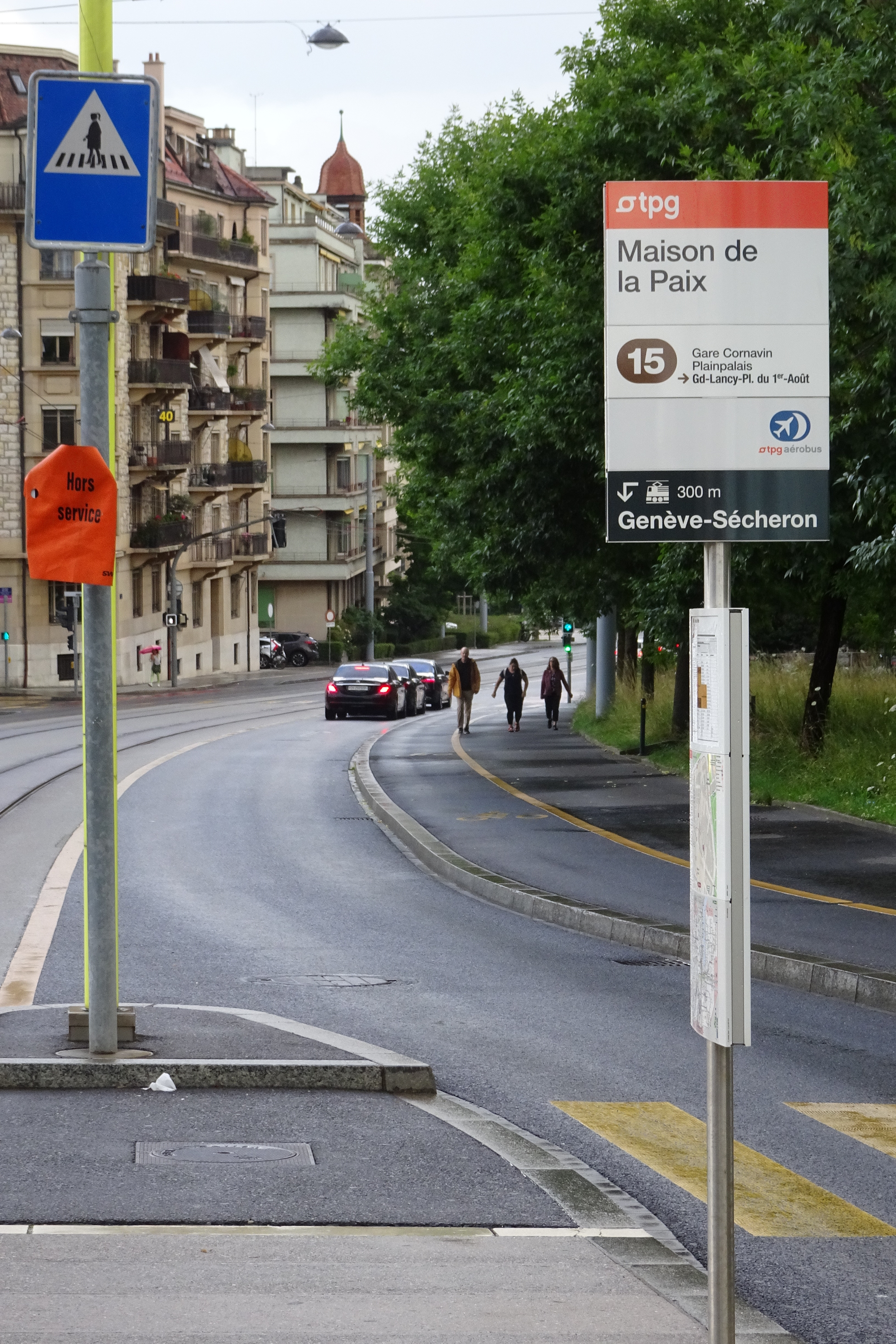
Station de tramway, Maison de la Paix avec la signalétique rappelant la présence de la gare à proximité.